# Prémio Bollingen
O Prémio Bollingen de Poesia é é uma honra literária entregue a um poeta norte-americano em reconhecimento do melhor livro com novos versos nos últimos dois anos, ou em reconhecimento do conjunto da obra. É entregue a cada dois anos pela Biblioteca de Livros e Manuscritos Raros Beinecke da Universidade de Yale.

## Criação e controvérsia
O prémio foi criado em 1948 por Paul Mellon, tendo sido financiado com uma bolsa de 10,000 dólares americanos da Fundação Bollingen para a Biblioteca do Congresso. Quer o prémio quer a fundação foram nomeados com o nome da vila de Bollingen, Suíça, onde Carl Jung tinha uma retiro no campo, a Torre Bollingen. O prémio inaugural, decidido por um júri de Correspondentes em Letras Americanas da Biblioteca do Congresso foi entregue a Ezra Pound pela sua colectânea de poemas The Pisan Cantos.
A escolha de uma obra de um homem que tinha sido um simpatizante dedicado do fascismo, enfureceu muitas pessoas durante a Guerra Fria Americana, e pressões políticas levaram ao fim do envolvimento do Congresso no programa. A parte não utilizada da bolsa foi devolvida à Fundação Bollingen em 1949.

## Continuação através da Biblioteca da Universidade de Yale
A Fundação Bollingen decidiu continuar o programa, com as tarefas administrativas geridas pela Biblioteca da  Universidade de Yale. O prémio foi entregue anualmente de 1948 a 1963. Em 1963 o valor do prémio aumentou 5,000 dólares americanos, e passou a ser entregue de dois em dois anos. Após 1968, quando a Fundação Bollingen foi dissolvida, a Fundação Andrew W. Mellon continuou o prémio. Em 1973 a Fundação Mellon estabeleceu uma dotação de 100,000 dólares americanos à Biblioteca de Yale para que esta continue a entregar o prémio perpetuamente.
Em 1961 um prémio semelhante foi criado pela Fundação Bollingen para a melhor tradução, tendo sido vencido por Robert Fitzgerald pela sua tradução de Odisseia. Também foi vencido por  Walter W. Arndt pela sua tradução de  Eugene Onegin, e em 1963 por Richard Wilbur e Mona Van Duyn jointly.

## Vencedores
| 2015 | Nathaniel Mackey                      |
| 2013 | Charles Wright                        |
| 2011 | Susan Howe                            |
| 2009 | Allen Grossman                        |
| 2007 | Frank Bidart                          |
| 2005 | Jay Wright                            |
| 2003 | Adrienne Rich                         |
| 2001 | Louise Glück                          |
| 1999 | Robert Creeley                        |
| 1997 | Gary Snyder                           |
| 1995 | Kenneth Koch                          |
| 1993 | Mark Strand                           |
| 1991 | Laura Riding Jackson e Donald Justice |
| 1989 | Edgar Bowers                          |
| 1987 | Stanley Kunitz                        |
| 1985 | John Ashbery e Fred Chappell          |
| 1983 | Anthony Hecht e John Hollander        |
| 1981 | Howard Nemerov e May Swenson          |
| 1979 | W. S. Merwin                          |
| 1977 | David Ignatow                         |
| 1975 | A. R. Ammons                          |
| 1973 | James Merrill                         |
| 1971 | Richard Wilbur e Mona Van Duyn        |
| 1969 | John Berryman e Karl Shapiro          |
| 1967 | Robert Penn Warren                    |
| 1965 | Horace Gregory                        |

### Entrega anual
| 1963 | Robert Frost                                 |
| 1962 | John Hall Wheelock e Richard Eberhart        |
| 1961 | Yvor Winters                                 |
| 1960 | Delmore Schwartz e David Jones               |
| 1959 | Theodore Roethke                             |
| 1958 | E. E. Cummings                               |
| 1957 | Allen Tate                                   |
| 1956 | Conrad Aiken                                 |
| 1955 | Léonie Adams e Louise Bogan                  |
| 1954 | W. H. Auden                                  |
| 1953 | Archibald MacLeish e William Carlos Williams |
| 1952 | Marianne Moore                               |
| 1951 | John Crowe Ransom                            |
| 1950 | Wallace Stevens                              |
| 1949 | Ezra Pound                                   |